# Furtivos
Pour plus de détails, voir Fiche technique et Distribution.
Furtivos est un film espagnol réalisé par José Luis Borau, sorti en 1975.

## Synopsis
Ángel, un braconnier taciturne vit avec une mère tyrannique au cœur d'une forêt. L'arrivée d'une jeune femme mineure, échappée d'une maison de redressement et, dans le même temps, la visite de son frère, devenu gouverneur civil, vont perturber les habitudes... et conduire à une terrible tragédie. Le drame complexe d'un personnage en butte à l'oppression familiale et sociale.

## Fiche technique
- Titre original : Furtivos
- Titre alternatif : Les Braconniers
- Réalisation : José Luis Borau
- Scénario : José Luis Borau et Manuel Gutiérrez Aragón
- Production : José Luis Borau
- Montage : Ana Romero Marchent
- Décors : Mario Ortiz
- Producteur : José Luis Borau
- Musique : Carmen Santonja et Gloria Van Aerssen
- Photo : Luis Cuadrado
- Pays de production :  Espagne
- Langue : espagnol
- Dates de sortie : 
  - Espagne : 8 septembre 1975
  - France : 21 septembre 1977

## Distribution
- Lola Gaos : Martina
- Ovidi Montllor : Ángel
- Alicia Sánchez : Milagros
- Ismael Merlo : Cura
- José Luis Borau : Le gouverneur de la province
- Felipe Solano : Cuqui
- José Luis Heredia : le secrétaire
- Erasmo Pascual : Armero

## Distinction
- Coquille d'or du meilleur film au Festival de Saint-Sébastien 1975

## Commentaire
« Une forêt humide et asphyxiante » et une mère despotique : voilà qui assura, incontestablement, le succès autant public que critique de Furtivos de José Luis Borau. « Projeté deux mois avant le décès de Franco, son affrontement avec la censure en fit un symbole politique, un exemple de résistance face à un régime agonisant. »
Sous le couvert d'un drame familial et paysan, le film de José Luis Borau et de Manuel Gutiérrez Aragón masquait une « attaque furibonde » contre le régime franquiste. Une phrase célèbre du Caudillo comparait l'Espagne à une « forêt paisible ». Or, Furtivos « suggère qu'il s'agissait plutôt d'une forêt et d'un pays qui avaient été matés. » Dans le film, « le gouverneur paternaliste, incarné par le réalisateur en personne, impose sa volonté car il peut à tout moment sévir. La violence enfin est au cœur même de la cellule familiale. »
Les deux réalisateurs espagnols imaginèrent la mère interprétée par Lola Gaos après l'avoir vue jouer Saturna dans Tristana (1970) de Luis Buñuel. « Avec pour référence le tableau Saturne dévorant ses enfants de Goya, ils construisirent un personnage aussi obscur que les ombres du peintre : une Médée rurale qui dévore son fils Ángel. »